# Енги (ера)
Енги (延喜) је јапанска ера (ненко) која је именована после Шотаи и пре Енчо ере. Временски је трајала од јула 901. до априла 923. године и припадала је Хејан периоду. Владајући монарх био је цар Даиго.

## Важнији догађаји Енги ере
- 1. фебруар 901. (Енги 1, први дан првог месеца): Помрачење сунца.[3]
- 901. (Енги 1): Дешава се инцидент са Сугаваром Мичизанеом али више информација о томе је непознато јер је цар Даиго наредио да се записи о том догађају спале.[4]
- Мај 905. (Енги 5, четврти месец): Ки но Цурајуки представио је цару збирку вака поезије под називом Кокин Вакашу.[5]
- 909. (Енги 9, четврти месец ): Садаиџин Фуџивара но Токихира умире у 39 години. Постхумно добија звање регента.[5]